# Ancona (Huhn)

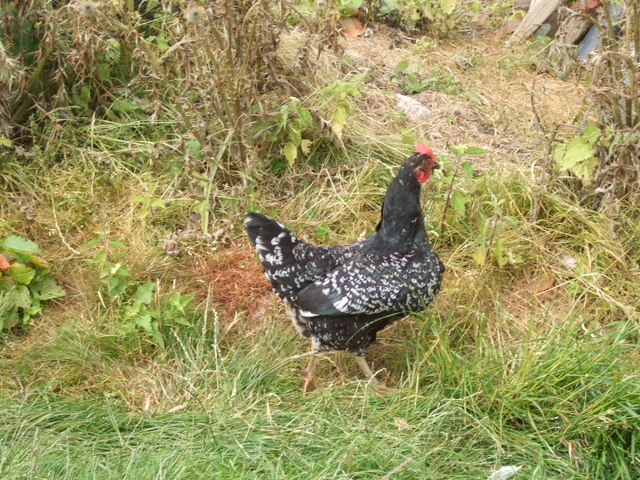
Frei laufendes Anconahuhn

Das Ancona ist eine Rasse des Haushuhnes und hat seinen Namen von der italienischen Provinz Ancona. Aufgrund seiner verwandtschaftlichen Beziehung zum Leghorn wird es auch als „schwarzes Leghorn“ bezeichnet und den Legerassen zugerechnet. Britische Züchter brachten diese Landrasse im 19. Jahrhundert nach Großbritannien und von dort aus gelangte es in andere europäische Länder und in die USA. Aufgrund seiner hohen Legeleistung von ca. 220 weißen Eiern pro Jahr ist es über seine Heimat Italien hinaus beliebt und verbreitet.
Das Ancona gilt als attraktives, kleines keckes und widerstandsfähiges Huhn mit guten Flugeigenschaften und eher schwach ausgeprägtem Bruttrieb. Die Ursprungsrasse war schwarz-weißgescheckt, der später entwickelte Farbenschlag blau-weißgescheckt wird nicht in allen nationalen Zuchtverbänden als zugelassener Rassenstandard anerkannt. Bei jungen Hühnern sind die weißen Flecken noch nicht stark ausgeprägt, mit jeder Mauser zeigen sich diese Flecken jedoch ausgeprägter. Zu den charakteristischen Merkmalen der Rasse gehören die gelben Beine. Beide Geschlechter haben einen großen, roten Einfachkamm, der bei legenden Hennen am hinteren Ende leicht zur Seite geneigt ist. Die Ohrenscheiben sind hell. Es gibt auch Schläge, die einen Rosenkamm haben, diese kommen jedoch deutlich seltener vor.
Die Henne wiegt ca. 2 kg, der Hahn ca. 3 kg.